# Picot d'orelles brunes
El picot d'orelles brunes (Campethera caroli syn: Pardipicus caroli)) és una espècie d'ocell de la família dels pícids (Picidae). Habita boscos de Sierra Leone, Libèria, Ghana, Costa d'Ivori, Nigèria, sud de Camerun, Guinea Equatorial, el Gabon, República del Congo, sud de la República Centreafricana, nord de la República Democràtica del Congo, sud-oest del Sudan, Uganda, oest de Kenya, oest de Tanzània, nord de Zàmbia, Malawi, cap al sud al nord-oest d'Angola, sud-oest, sud i est de la República Democràtica del Congo, nord de Zàmbia i Ruanda. El seu estat de conservació es considera de risc mínim.

## Taxonomia
Anteriorment el Congrés Ornitològic Internacional classificava aquesta espècie en el gènere Campethera. Però en la revisió taxonòmica del segon semestre del 2020 el COI les transferí al gènere ressuscitat Pardipicus, en base als treballs de Fuchs i col·laboradors (2017) i Dowsett & Gregory (2018).